# Crypsirina temia
La urraca bronceada (Crypsirina temia) es una especie de ave paseriforme de la familia Corvidae propia del sudeste asiático.

## Descripción
Posee una frente de color negro aterciopelado de plumas cortas esponjosas, el resto del ave es de color verde petróleo, si bien según las condiciones de iluminación puede parecer negro. Las plumas de su cola son largas y anchas cerca de su extremo son negras con un tinte verde, al igual que las plumas de las alas. Su iris es color turquesa-azul oscureciéndose hacia la pupila a un tono muy oscuro o aun negro. El pico y patas son negros.

## Distribución y hábitat
Se encuentra en Indochina, el norte de la península malaya, y sus proximidades, además de las islas de Java y Bali. Su hábitat natural son los bosqeus tropicales abiertos y las zonas de matorral, a menudo en cercanías de zonas pobladas.

## Ecología
Por lo general se alimenta en los árboles, aunque ocasionalmente desciende al terreno. Se mueve entre los árboles con gran agilidad y utiliza su cola para balancearse. Principalmente consume insectos y frutos.
Construye un nido con forma de cuenco sobre una mata de bambú o un arbusto, especialmente aquellos con espinas a menudo rodeados de zonas de pradera abierta y pone de 2 a 4 huevos. Su canto es poco atractivo.